# Circo Knie
El Circo Nacional Suizo Knie (en alemán: Schweizer National-Circus Knie, en francés: Cirque National Suisse Knie) es el principal circo de Suiza, con sede en Rapperswil (cantón de San Galo), fundado en 1803 por Friedrich Knie.
En su origen, fue un grupo de feriantes y acróbatas que actuaban en una pista al aire libre. Fue en 1919 cuando el circo Knie empezó a presentar sus espectáculos bajo una carpa. Cada año, presenta un nuevo programa de gira por toda Suiza que va de marzo a noviembre y pasa por más de 20 localidades. Se considera un referente a nivel mundial en los espectáculos de doma. 
Está a cargo de Géraldine Knie (dirección artística), Maycol Errani (dirección técnica) y Doris Knie (dirección administrativa). Es uno de los pocos circos que jamás ha tenido una crisis económica, sobre todo por haber sabido mantener un público fiel durante muchos años. Cuenta con unos 200 empleados y un centenar de vehículos y animales. Además de sus artistas residentes, el circo colabora con artistas de renombre internacional para sus espectáculos.
En 2019, el Circo Knie recibió el Big Top Label, uno de los máximos galardones en el mundo del circo, un sello de garantía y calidad que otorga el Parlamento Europeo.

## La familia Knie

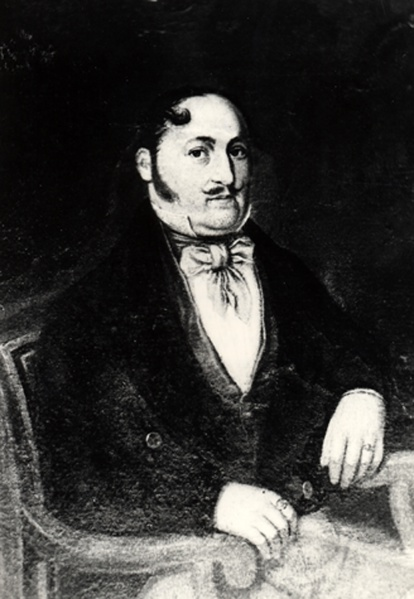
Retrato de Friedrich Knie, fundador del circo.

El circo fue fundado por Friedrich Knie (1784–1850) en Austria en 1803. Hijo del médico personal de la emperatriz María Teresa, fue a su vez estudiante de medicina.

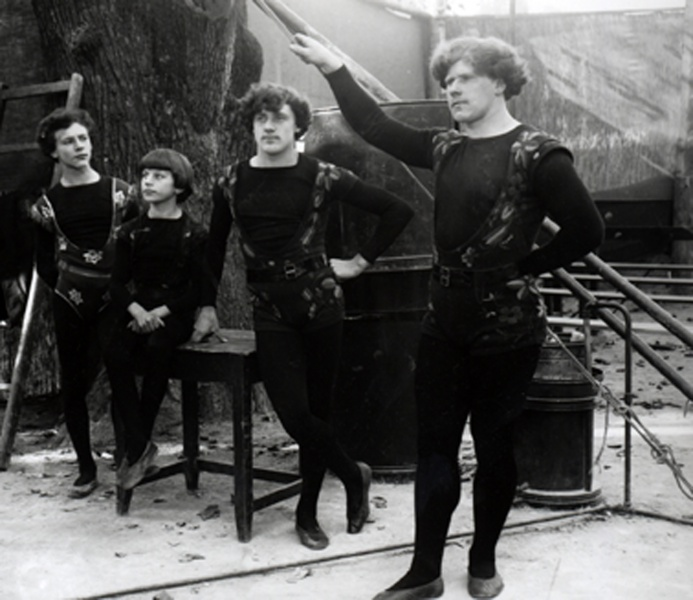
Los hermanos Karl, Eugen, Rudolf y Friedrich Knie en 1900.

En 1814, la familia Knie pasó a Suiza, donde su circo fue regentado por sucesivas generaciones: a Friedrich sénior le sucedió su hijo Johann Karl (1813-1860), fruto de su unión con Antonia Stauffer. De Johann y Anastasia Mª Staudinger nació Ludwig (1842-1909), quien con Marie Heim fue padre de Friedrich júnior (1884-1941), Rudolf (1885-1933), Charles (1888-1940) y Eugen (1890-1955). Friedrich júnior, con Margrit Lippuner, fue padre de Fredy sénior (1920-2003) y Rolf sénior (1921-1997). Eugen, con Hélène Zeller, tuvo a Eliane Knie.
Fredy sénior, con Pierrette du Bois, fue padre de Fredy júnior (n. 1946) y Rolf júnior (n. 1949). Rolf sénior, con Tina di Giovanni, lo fue de Louis sénior (n. 1951) —padre de Louis júnior (n. 1974)— y Franco sénior (n. 1954), padre de Franco júnior (n. 1978). Fredy júnior, con Mary-José Galland, fue padre de Géraldine (1973). Rolf júnior, con Erica Brosi, fue padre de Grégory (1977).
La princesa Estefanía de Mónaco viajó con el circo durante algunos meses entre 2001 y 2002, mientras mantenía una relación con Franco Knie.
Los Knie han destacado en varios oficios circenses: Fredy sénior destacó como jinete y triunfó en el Circo Bertram Mills; la prensa inglesa lo bautizó como el «pequeño Lord del circo». Su hijo Fredy júnior le siguió los pasos con su esposa Mary-José. Rolf sénior fue adiestradora de elefantes, mientras que Louis y Franco sénior han destacado como domadores. Por su parte, Rolf júnior ejerció de payaso antes de retirarse del mundo del circo y dedicarse a las artes gráficas.

## Historia
La historia del circo Knie comenzó en 1803 bajo la dirección de Friedrich Knie,estudiante de medicina, que abandonó sus estudios tras conocer a la amazona circense, Miss Wilma. Aunque finalmente contrajo matrimonio con Antonia (Toni) Stauffer, este contacto despertó su interés por el mundo del circo y lo llevó a crear su propia compañía. Se inició en las artes del circo como bailarín de cuerda y jinete. A causa de las guerras napoleónicas sus caballos fueron requisados, por lo que se centró en sus ejercicios sobre cuerda, con números como Danza del veneciano, la gavota de Vestris, El paseo a tres y El sueño de Polichinela.

La compañía se mantuvo viva a lo largo de tres generaciones de la familia Knie, durante casi 100 años.Al igual que la mayoría de los artistas y acróbatas de la época, la compañía se trasladaba de ciudad en ciudad y actuaba a cielo abierto. Durante sus viajes, la familia Knie pasó por Suiza en 1814. Posteriormente, sus miembros se establecieron definitivamente en el país y obtuvieron la nacionalidad suiza en 1900.

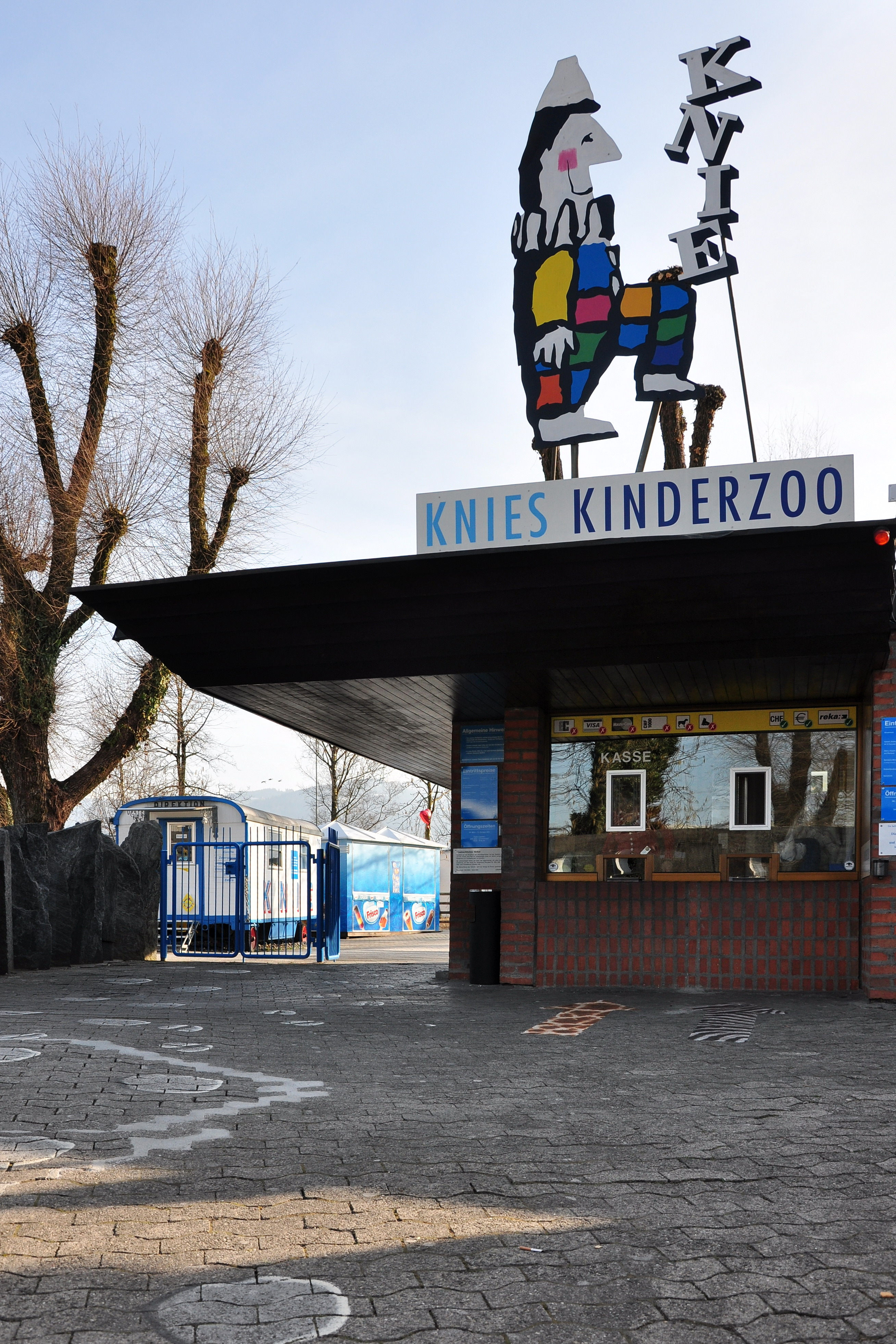
El zoológico Knie (Knie's Kinderzoo) en Rapperswil, Suiza.

La cuarta generación de la familia Knie decidió modernizar la troupe. En 1919 se creó el circo Knie en su forma moderna tras la adquisición de una carpa para celebrar allí sus funciones. Así, el circo cesó definitivamente sus espectáculos al aire libre. Durante esta primera temporada, la pandemia de gripe española que asolaba el continente europeo desde 1918 obligó al circo a suspender sus funciones durante tres meses. La familia adquirió locales ecuestres en Rapperswil (cantón de San Galo) para pasar allí los meses de invierno y ocuparse de los animales. En 1934, la empresa pasó a ser una sociedad anónima (Schweizer National-Circus Gebrüder Knie, A.G.), aunque la familia mantuvo el 80% de sus beneficios. El circo pasó por dificultades económicas en 1936 tras el escaso éxito de la gira de 1935, India. 
Durante la Segunda Guerra Mundial, el circo Knie se benefició de la neutralidad de Suiza para continuar sus giras en suelo suizo, debido a que el Tercer Reich había prohibido sus funciones en sus territorios por no haber incluido la nueva bandera de Alemania (con la esvástica) entre las banderas olímpicas durante su gira Olympiade de 1938. Gracias a la buena acogida que tuvieron allí durante este periodo, el circo Knie decidió mantenerse dentro de sus fronteras desde entonces.
En el verano de 2015, tres de los ocho elefantes del circo murieron debilitados por la edad y por la ola de calor que azotó Suiza.La familia Knie declaró que dejaría de presentar números con los elefantes restantes para poder preservarlos en su zoológico de Rapperswil. En 2019, para sustituir su carpa con antelación a la edición del centenario en 2019, el circo Knie lanzó una campaña de financiación colectiva en la que recaudó cerca de 250 000 francos suizos. 
En 2020, la pandemia de COVID-19 provocó la cancelación de las partes francófona y tesina de la gira del circo. Sólo unas pocas ciudades germanoparlantes acogieron durante el verano al circo y a sus artistas. Este, fuertemente afectado por la pandemia, al igual que todo el sector de la cultura, pudo acoger a sus artistas en Suiza y beneficiarse de medidas de ayuda gubernamentales, como la subvención por desempleo parcial.

## Animales, artistas ytroupesvinculadas al Circo Knie

### Animales

#### Doma de animales
El circo Knie tiene una gran reputación internacional por sus números de adiestramiento de animales, la especialidad familiar. Sus números más famosos con animales han sido los de doma de caballos, elefantes y otros animales exóticos. Desde los años 20, los elefantes han sido una parte integral del circo Knie. La última gira con ellos se realizó en el 2015. Desde entonces, viven de manera permanente en el zoológico Knie. En 1941, Rolf Knie sénior presentó a Baby, un elefante funámbulo que caminaba sobre dos alambres paralelos. En 1956, se presentó una manada de 7 elefantes africanos, animal que hasta el momento había tenido la reputación de ser muy difícil de domar. En 1960, el circo Knie fue el primero en el mundo en presentar una jirafa en una pista de circo.En 1968 de nuevo en primicia mundial, se presentó a Zeila, una hembra de rinoceronte blanco, que fue el primer rinoceronte del mundo en aparecer en una pista de circo.En 1972, Fredy Knie júnior consiguió que la tigresa India montara a lomos de la rinoceronte Zeila. En 1975, Louis Knie presentó 3 tigres y 3 elefantes a la vez en la pista. Los felinos se posaban sobre la grupa de los elefantes y saltaban entre ellos. Fueron famosos también, el hipopótamo Juba y la jirafa Malik, que era cabalgada por Fredy Knie júnior. La jirafa Lucky, después de ser presentada sola (dirigida por Fredy Knie hijo) durante una temporada en 1967-68, apareció más tarde en la pista con la rinoceronte blanca Zeila, sobre la que cabalgaba Rolf Knie hijo.

#### Zoológico ambulante
En la década de 1970, el zoológico ambulante del circo Knie tuvo 300 animales: caballos (lipizzanos, Ajal Teké, frisones, etc.) y ponis (de Noruega, ponis enanos de Argentina, etc.), ovejas de la puszta, cerdos vietnamitas, bovinos de raza Ankole-Watusi, yaks, camellos, llamas y alpacas, elefantes indios y africanos, jirafa, hipopótamo, rinoceronte blanco, cebras y cebroides, canguros, felinos (leones, tigres, pantera negra, panteras nebulosas, etc.), osos pardos y negros, fénec y simios: gorilas y orangutanes.

### Payasos, mimos y comediantes[11]
El payaso y mimo tesino Dimitri, participó en tres giras en 1970, 1973 y 1979. En 1977, el circo Knie presentó al humorista Emil de Lucerna.
En 1995, el circo contrató al payaso enano Spidi, para algunos números y transiciones entre actuaciones, además de para que diera la bienvenida al público y vendiera programas. Trabajó durante casi 25 años para el circo Knie y se convirtió en una figura emblemática, era apreciado por sus bromas y su buen humor. Spidi, afectado por la depresión y sufriendo dificultades económicas, murió por suicidio en julio de 2018 durante una gira.
El payaso italiano David Larible encabezó la gira de 2016. Para la gira del centenario en 2019, el circo contrató a los humoristas suizos Vincent Kucholl y Vincent Veillon,célebres cómicos de la RTS, que prepararon cuatro números para la ocasión, combinando su propia visión con las especificidades y expectativas del circo, a pesar de su experiencia, tuvieron que familiarizarse con la pista y la disposición de sus espectadores a 270 grados en derredor, así como con los requisitos y condiciones de actuación del circo.

### Colaboraciones
En 1992, el Cirque du Soleil organizó un espectáculo en colaboración con la familia Knie.

### Artes visuales
En 1997, se invitó a la pintora francesa Nathalie Chabrier a pintar en público en la pista.

## Giras
| Año  | Artistas | Notas y comentarios |
| ---- | --- | --- |
| 1919 | | - Gira inaugural del circo Knie - La epidemia de gripe española provoca la cancelación del espectáculo durante 3 meses                                                        |
| 1935 | | - Puesta en escena monumental (contratación de unos 50 artistas indios) - Escaso éxito                                                                                        |
| 1970 | Dimitri (payaso) | |
| 1973 | Dimitri (payaso) | |
| 1977 | Emil (payaso) | - Gran éxito entre el público (alrededor de un millón de espectadores) |
| 1979 | Dimitri (payaso) | |
| 2008 | Cuche y Barbezat (dúo humorístico suizo) | |
| 2016 | - David Larible (payaso) - Shirley Larible (acrobacia en red aérea) - David Junior Larible (malabares) - Troupe del Circo Nacional de Piongyang (trapecio) - Fredy Knie (doma de caballos) - Hermanos Errani (acrobacias ecuestres) - TwinSpin (diábolo) - Nikolay Shcherbak y Sergey Popov (equilibrismo)       | - Primera gira sin elefantes |
| 2018 | - Marie-Thérèse Porchet (clown) - Fredy Knie (doma de caballos y llamas) - Compañía Skokov (columpios rusos) - Laura Miller (aro aéreo) - Circus Theater Bingo (acrobacia) - Hermanos Errani (acrobacia en trampolín) - Coperlin (clown e ilusionismo) - Franco Knie Jr. (drones) - Alexandr Batuev (contorsión) | - Franco Knie Junior presenta en primicia un número con drones (en colaboración con la École Polytechnique de Lausanne). - El payaso Spidi muere por suicidio durante la gira |
| 2019 | Dúo Vincent Kucholl y Vincent Veillon (clown) | - Gira del centenario |
| 2020 | | - La pandemia de COVID-19 obliga al circo a cancelar todas sus fechas en la Suiza francoparlante y en el Tesino                                                               |

## Reconocimientos
En 1996, la familia Knie fue admitida en el International Circus Hall of Fame, galardón que desde 1958 reconoce a los más importantes artistas de circo, músicos, promotores, periodistas y dueños de espectáculos circenses del mundo. Los nominados son analizados y escogidos por un jurado, el ganador se anuncia y celebra durante la semana del circo, en el mes de julio en el Peru Circus Winter Quarters, ubicado en Indiana.
Por su centenario, en 2019, se distribuyeron sellos y monedas conmemorativas, se organizó la exposición La mode du Cirque Knie en el Museo Textil de San Galo, donde se expuso una colección de trajes utilizados en los espectáculos desde principios del siglo XX hasta el momento y se grabó un documental sobre los dos siglos de historia del circo Knie, Schweizer Nationalzirkus Knie – 100 Jahre Tradition, que fue televisado simultáneamente en las tres cadenas oficiales de Suiza. Este mismo año, el Circo Knie recibió el Big Top Label, uno de los máximos galardones en el mundo del circo, un sello de garantía y calidad que otorga el Parlamento Europeo.
En 2020, recibió el Premio del Federalismo suizo, distinción honorífica que otorga la Fondation pour la collaboration confédérale suiza.Ese mismo año, la caballería del circo Knie recibió el Premio especial del público, durante el 44.º Festival Internacional de Circo de Montecarlo.